# De Rohan

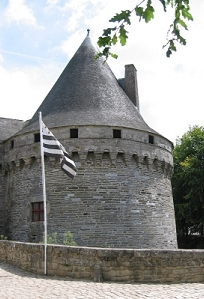
Het Kasteel van de familie de Rohan in Pontivy, Frankrijk

De familie De Rohan is een Bretons adellijk geslacht, dat een grote rol heeft gespeeld in de geschiedenis van Frankrijk.
De familie is afkomstig uit Rohan in Bretagne en stamt af van de burggraven van Porhoët. Het burggraafschap, een leen van de graven van Rennes, werd in 1120 verdeeld door de broers Geoffroy († 1142) en Alain († 1128) de Porhoët. Deze laatste kreeg het gebied rond Rohan en bouwde er een kasteel. Hij noemde zich Alain I van Rohan en is stamvader van de burggraven en later hertogen van Rohan.
Burggraaf Alain VIII van Rohan († 1429), een afstammeling van Alain I, huwde met Beatrix, erfdochter van Olivier V de Clisson, connétable van Frankrijk, en erfde daardoor immense rijkdommen.
De familie splitste zich in enkele takken, waaronder Rohan-Gié (uitgestorven [1638), Rohan-Soubise (uitgestorven 1787) en Rohan-Guéméné. Uit deze laatste tak stamden de hertogen van Montbazon en de Oostenrijkse, enige nog bestaande tak Rohan-Rochefort.
Tot de tak Rohan-Gié behoorde onder andere Hendrik II van Rohan (1579-1638), een belangrijk leider der hugenoten, die in 1604 tot eerste hertog van Rohan en pair van Frankrijk benoemd werd door koning Hendrik IV van Frankrijk. Hendrik had alleen een dochter, Margaretha (ca. 1617-1684), hertogin van Rohan, die in 1645 huwde met Hendrik Chabot, heer van Saint-Aulaye. Daardoor ging de titel over op hun kinderen en ontstond de tak De Rohan-Chabot.
Tot de tak Rohan-Guéméné(-Montbazon) behoorde onder andere kardinaal Lodewijk van Rohan (1734-1803), bisschop van Straatsburg. Hij was een van de belangrijke hoofdrolspelers in de diamanten halssnoer-affaire.